# 中華民國—關島關係
本條目是中華民國（臺灣）與美利堅合眾國的属地－關島之間的關係。

## 政治

### 外交
1973年1月12日，關島與台北市締結為姐妹市至今。
關島總督多次抵台訪問，拜會中華民國總統府、外交部等政府與民間機構，也曾出席中華民國國慶活動。2009年5月，總督卡瑪丘表示出訪台灣是「official state visit」。
關島議會對中華民國亦友好，多次通過決議案支持台灣參與世界衛生組織（WHO）、國際民航組織（ICAO）等國際組織。
中華民國總統陳水扁、馬英九、蔡英文、賴清德出訪南太平洋邦交國時，以過境名義訪問關島，並由總督親自接待。

### 代表機構
中華民國外交部設有具領事館功能的駐關島臺北經濟文化辦事處（Taipei Economic and Cultural Office in Guam, TECO-Guam）。駐關島辦事處曾於2017年8月31日暫停運作，期間對關島的相關事務由中華民國駐帛琉共和國大使館兼轄。
2020年7月3日，中華民國外交部宣布將恢復駐關島辦事處運作，並於10月10日舉行揭牌儀式與國慶酒會，由處長陳盈連、關島副總督譚里諾與議會議長穆緹娜共同主持，外交部長吳釗燮與關島總督古蕾露則透過預錄影片祝賀。
2021年6月7日，關島觀光局台灣辦事處改名為關島台灣辦事處（Guam Taiwan Office, GTO），其業務擴大至包含經貿、文化交流及觀光旅遊等項目，並獲得中華民國外交部與美國各州政府辦事處協會（American State Offices Association, ASOA）認可，正式成為具有關島官方代表性的台灣辦事處。

#### 事件
2021年1月11日，對於關島的2019冠狀病毒病疫情，由辦事處與關島政府促成的中華航空人道醫療包機從關島抵台，關島總督古蕾露在致詞時感謝台灣的協助。包機共有47名乘客與13名機組員，除台灣乘客外，也包含9名透過國際醫療專案申請入境。

## 軍事
2021年11月，中華民國國防部長邱國正首度證實，有40名海軍陸戰隊前往關島，與美军一起訓練兩棲登陸與城鎮戰，還會共用美軍現役裝備。

## 經濟
2015年7月，成立「關島臺灣商會」（Taiwanese Business Association of Guam）。

### 貿易
| 年分 | 貿易總額   | 貿易總額 | 貿易總額 | 出口至關島 | 出口至關島 | 出口至關島 | 自關島進口 | 自關島進口 | 自關島進口 | 順逆差 |
| 年分 | 金額       | 年增減   | 排名     | 金額       | 年增減     | 排名       | 金額       | 年增減     | 排名       | 順逆差 |
| ---- | ---------- | -------- | -------- | ---------- | ---------- | ---------- | ---------- | ---------- | ---------- | ------ |
| 2017 | 40,892,364 | ▲9.5%    | 110      | 36,455,646 | ▲5.0%      | 90         | 4,436,718  | ▲67.0%     | 129        | 順差▼  |
| 2018 | 74,973,722 | ▲83.3%   | 95       | 69,144,205 | ▲89.7%     | 79         | 5,829,517  | ▲31.4%     | 121        | 順差▲  |
| 2019 | 40,210,896 | ▼46.4%   | 111      | 35,415,502 | ▼48.8%     | 94         | 4,795,394  | ▼17.7%     | 125        | 順差▼  |
| 2020 | 34,085,718 | ▼15.2%   | 108      | 30,957,032 | ▼12.6%     | 92         | 3,128,686  | ▼34.8%     | 131        | 順差▼  |
| 2021 | 42,664,686 | ▲25.2%   | 111      | 36,114,767 | ▲16.7%     | 94         | 6,549,919  | ▲109.4%    | 120        | 順差▲  |
| 2022 | 41,567,010 | ▼2.6%    | 114      | 35,940,438 | ▼0.5%      | 98         | 5,626,572  | ▼14.1%     | 121        | 順差▲  |
| 2023 | 42,915,902 | ▲3.2%    | 106      | 37,390,134 | ▲4.0%      | 93         | 5,525,768  | ▼1.8%      | 121        | 順差▲  |
| 2024 | 42,591,571 | ▼0.8%    | 107      | 35,165,171 | ▼6.0%      | 93         | 7,426,400  | ▲34.4%     | 118        | 順差▼  |

### 投資
台灣電力公司承包關島近60%的電力維護與發電廠技術指導。台灣的銀行、產險、建設、水泥相關產業也有到關島投資，包含3億美元的旅館投資案。
關島總督抵台訪問時，除官式拜會外，也在台灣招商赴關島投資。

### 觀光
關島是台灣遊客喜愛的旅遊地點之一，台灣也數年排名關島第3大觀光客來源地，僅次於日本、韓國。
2021年3月，關島觀光局將臺灣業務移出「大中華市場發展委員會」（Greater China Marketing Committee）單獨成立「台灣市場發展委員會」（Taiwan Marketing Committee）。

## 簽證
持有載明身分證字號的普通晶片中華民國護照之中華民國國民可以美國「免簽證計劃」的方式入境關島，停留最多90天。事先上網申請「旅行授權電子系統（ESTA）」取得授權許可，且無其他特殊限制而無法適用者，即可免除預先申請B1/B2簽證而直接前往關島；另可申請「關島-北馬里亞納群島ETA」（G-CNMI ETA），停留最多45天，但規定較多，例如須於出發前5天上網填寫免簽證表格、須從台灣直飛關島、不得接續前往美國其他地區等。前往關島可利用美國的「全球入境計畫（Global Entry）」，只需事先申請、完成安全查核再通過面試後，入出境關島的安東尼奧·汪帕特國際機場就可以使用專用通道，省去排隊查驗通關時間。
持有美國護照的關島居民也可以免簽證的方式入境中華民國，停留最多90天。

## 交通

### 航空
兩地有直航班機，雙邊航班來往的城市如下（截至2023年7月17日）：

#### 客運
| 中華民國 | 關島                 |
| -------- | -------------------- |
| 臺北     | 阿加尼亞（長榮航空） |

### 駕車
關島與台灣同為左駕式，凡年滿21歲，持中華民國國際駕駛執照可於抵達關島30天效期內駕車。效期結束後，可向關島財政局車輛管理部門申請延長效期至入境起算1年。持有中華民國自用小客車駕駛執照超過5年，具長期居留身分且獲社會安全卡者，可免路考，通過筆試後申換關島駕駛執照。

## 外部連結
| - 駐關島臺北經濟文化辦事處（Facebook、Twitter） - 外交部領事事務局－國外旅遊警示分級表 - 中華民國衛生福利部－國際旅遊疫情建議等級 - 關島臺灣商會的Facebook專頁 | - 關島觀光局（臺灣）（Facebook、Instagram、YouTube） |